# Coupe de France de cyclisme sur route 2018
Navigation
Coupe de France 2017 Coupe de France 2019
La Coupe de France de cyclisme sur route 2018 est la 27e édition de la Coupe de France de cyclisme sur route. Elle débute le 28 janvier avec le Grand Prix d'ouverture La Marseillaise et se termine le 6 octobre avec le Tour de Vendée. On retrouve les 15 mêmes manches de l'édition précédente.

## Attribution des points

### Classements individuels
Comme en 2017, tous les coureurs peuvent marquer des points. Le classement général s'établit par l'addition des points ainsi obtenus. Les coureurs de moins de 25 ans concourent pour le classement du meilleur jeune.
| Position | 1  | 2  | 3  | 4  | 5  | 6  | 7  | 8  | 9  | 10 | 11 | 12 | 13 | 14 | 15 |
| Points   | 50 | 35 | 25 | 20 | 18 | 16 | 14 | 12 | 10 | 8  | 6  | 5  | 3  | 3  | 3  |

### Classement par équipes
Le classement par équipes est établi de la manière suivante. Lors de chaque course, on additionne les places des trois premiers coureurs de chaque équipe. L'équipe avec le total le plus faible reçoit 12 points au classement des équipes, la deuxième équipe en reçoit neuf, la troisième équipe en reçoit huit et ainsi de suite jusqu'à la neuvième équipe qui marque deux points. Seules les équipes françaises marquent des points.
| Position | 1  | 2 | 3 | 4 | 5 | 6 | 7 | 8 | 9 |
| Points   | 12 | 9 | 8 | 7 | 6 | 5 | 4 | 3 | 2 |

## Résultats
| no | Date         | Course                                        | Vainqueur           | Équipe                       | Leader du classement individuel | Leader du classement par équipes |
| -- | ------------ | --------------------------------------------- | ------------------- | ---------------------------- | ------------------------------- | -------------------------------- |
| 1  | 28 janvier   | Grand Prix d'ouverture La Marseillaise (2018) | Alexandre Geniez    | AG2R La Mondiale             | Alexandre Geniez                | AG2R La Mondiale                 |
| 2  | 18 mars      | Grand Prix de Denain (2018)                   | Kenny Dehaes        | WB-Aqua Protect-Veranclassic | Kenny Dehaes Alexandre Geniez   | Cofidis                          |
| 3  | 24 mars      | Classic Loire-Atlantique (2018)               | Rasmus Quaade       | BHS-Almeborg Bornholm        | Hugo Hofstetter                 | Cofidis                          |
| 4  | 30 mars      | Route Adélie de Vitré (2018)                  | Silvan Dillier      | AG2R La Mondiale             | Hugo Hofstetter                 | AG2R La Mondiale                 |
| 5  | 1er avril    | Roue tourangelle (2018)                       | Marc Sarreau        | Groupama-FDJ                 | Hugo Hofstetter                 | AG2R La Mondiale                 |
| 6  | 10 avril     | Paris-Camembert (2018)                        | Lilian Calmejane    | Direct Énergie               | Hugo Hofstetter                 | AG2R La Mondiale                 |
| 7  | 14 avril     | Tour du Finistère (2018)                      | Jonathan Hivert     | Direct Énergie               | Hugo Hofstetter                 | AG2R La Mondiale                 |
| 8  | 15 avril     | Tro Bro Leon (2018)                           | Christophe Laporte  | Cofidis                      | Hugo Hofstetter                 | Cofidis                          |
| 9  | 26 mai       | Grand Prix de Plumelec-Morbihan (2018)        | Andrea Pasqualon    | Wanty-Groupe Gobert          | Hugo Hofstetter                 | Cofidis                          |
| 10 | 27 mai       | Boucles de l'Aulne (2018)                     | Kévin Le Cunff      | Saint Michel-Auber 93        | Hugo Hofstetter                 | Cofidis                          |
| 11 | 5 août       | Polynormande (2018)                           | Pierre-Luc Périchon | Fortuneo-Samsic              | Hugo Hofstetter                 | Cofidis                          |
| 12 | 2 septembre  | Grand Prix de Fourmies (2018)                 | Pascal Ackermann    | Bora-Hansgrohe               | Hugo Hofstetter                 | Cofidis                          |
| 13 | 9 septembre  | Tour du Doubs (2018)                          | Julien Simon        | Cofidis                      | Hugo Hofstetter                 | Cofidis                          |
| 14 | 23 septembre | Grand Prix d'Isbergues (2018)                 | Philippe Gilbert    | Quick-Step Floors            | Hugo Hofstetter                 | Cofidis                          |
| 15 | 6 octobre    | Tour de Vendée (2018)                         | Nico Denz           | AG2R La Mondiale             | Hugo Hofstetter                 | Cofidis                          |

## Classements finals

### Classement individuel
| no | Coureur            | Équipe                | Pts |
| -- | ------------------ | --------------------- | --- |
| 1  | Hugo Hofstetter    | Cofidis               | 151 |
| 2  | Samuel Dumoulin    | AG2R La Mondiale      | 121 |
| 3  | Christophe Laporte | Cofidis               | 103 |
| 4  | Lilian Calmejane   | Direct Énergie        | 89  |
| 5  | Guillaume Martin   | Wanty-Groupe Gobert   | 88  |
| 6  | Andrea Pasqualon   | Wanty-Groupe Gobert   | 86  |
| 7  | Julien Simon       | Cofidis               | 85  |
| 8  | Silvan Dillier     | AG2R La Mondiale      | 74  |
| 9  | Kévin Le Cunff     | Saint Michel-Auber 93 | 73  |
| 10 | Valentin Madouas   | Groupama-FDJ          | 68  |

### Classement individuel des jeunes
| no | Coureur          | Équipe                      | Pts |
| -- | ---------------- | --------------------------- | --- |
| 1  | Hugo Hofstetter  | Cofidis                     | 151 |
| 2  | Guillaume Martin | Wanty-Groupe Gobert         | 88  |
| 3  | Valentin Madouas | Groupama-FDJ                | 68  |
| 4  | Marc Sarreau     | Groupama-FDJ                | 62  |
| 5  | Nico Denz        | AG2R La Mondiale            | 50  |
| 6  | Pascal Ackermann | Bora-Hansgrohe              | 50  |
| 7  | Andrea Vendrame  | Androni Giocattoli-Sidermec | 45  |
| 8  | Daniel Hoelgaard | Groupama-FDJ                | 41  |
| 9  | Damien Touzé     | Saint Michel-Auber 93       | 41  |
| 10 | Lennert Teugels  | Roubaix Lille Métropole     | 35  |

### Par équipes
| no | Équipe                       | Pts |
| -- | ---------------------------- | --- |
| 1  | Cofidis                      | 133 |
| 2  | AG2R La Mondiale             | 126 |
| 3  | Groupama-FDJ                 | 113 |
| 4  | Fortuneo-Samsic              | 97  |
| 5  | Saint Michel-Auber 93        | 94  |
| 6  | Direct Énergie               | 83  |
| 7  | Delko-Marseille Provence-KTM | 64  |
| 8  | Vital Concept                | 61  |
| 9  | Roubaix Lille Métropole      | 53  |